# Ukinjeni radijski programi Infonet Media/Media24
| Ukinjen program                         | Datum prenehanja oddajanja | Novi program             |
| --------------------------------------- | -------------------------- | ------------------------ |
| Poslovni val (Slovenski poslovni kanal) | 11. april 2007             | Radio 1                  |
| Radio Bakla                             | maj 2008                   | Radio 1                  |
| Radio Fantasy                           | 1. januar 2012             | Radio Antena (štajerska) |
| Radio Geoss                             | 16. februar 2008           | Radio 1                  |
| Radio glas Ljubljane                    | 31. december 2007          | Radio Aktual             |
| Celjski val                             |                            | Radio 1                  |
| Radio Klasik                            | 31. december 2007          | Radio 1                  |
| Radio Max                               | 18. april 2007             | Radio 1                  |
| Radio Morje                             | 18. april 2007             | Radio 1                  |
| Radio Portorož                          | 18. april 2007             | Radio 1                  |
| Radio Sevnica                           | 2007                       | Radio Veseljak           |
| Radio Brežice                           | 3. januar 2008             | Radio Aktual             |
| Radio Šport                             | 11. april 2007             | Radio 1                  |
| Radio Val (Sežana)                      | 18. april 2007             | Radio 1                  |
| Radio Radlje                            | 15. februar 2010           | Radio 1                  |
| Radio Orion                             | 16. junij 2008             | Radio 1                  |
| Radio Urban                             | 15. junij 2009             | Radio 1                  |
| Radio Odeon                             | 2. februar 2009            | Radio 1                  |
| Radio Viva                              | 16. april 2012             | Radio 1                  |
| Radio Grom                              | 19. marec 2012             | Radio 1                  |
| Studio D                                | 11. januar 2012            | Radio Aktual             |
| Radio Goldi                             | 12. april 2012             | Radio 1                  |
| Radio Ljubljana                         | oktober 2012               | Radio S                  |
| Radio Belvi                             | 1. januar 2012             | Radio Antena (gorenjska) |
| Radio Tartini                           | 2011                       | Radio Aktual             |
| Radio Kum                               | 3. november 2014           | Radio Aktual             |
| Radio Radio                             | 30. januar 2015            | Radio 1                  |
| Radio S                                 | 23. november 2015          | Radio 2                  |
| Radio Antena (gorenjska)                | 1. februar 2016            | Radio 1                  |
| Radio Antena (Maribor)                  | 17. januar 2016            | Rock Maribor             |
| Radio Europa 05                         | 17. oktober 2016           | Radio Bob                |
| Radio Antena Štajerska                  | 3. januar 2018             | Radio Fantasy            |
| Radio Brezje                            | april 2022                 | Toti radio               |
| Odprti radio                            | 25. november 2022          | Radio Salomon            |
| Radio 2                                 | 23. januar 2023            | Radio 1 80-a             |
| Rock Celje                              | 1. junij 2023              | Best FM                  |
| Radio Pohorje                           | 11. marec 2024             | Best FM                  |
| Radio Bob                               | 11. november 2024          | Radio 1 Rock             |